# زن و بچه
زن و بچه فیلم درام ایرانی به نویسندگی و کارگردانی سعید روستایی و تهیه‌کنندگی سید جمال ساداتیان محصول سال ۱۴۰۳ است. پریناز ایزدیار و پیمان معادی بازیگر اصلی این فیلم هستند. این فیلم داستان پرستاری ۴۰ ساله و بیوه را روایت می‌کند که در نبود همسر، با ساختار مردسالار جامعه دست‌وپنجه نرم می‌کند.
این فیلم در ۲۲ مه ۲۰۲۵ در بخش مسابقهٔ اصلی جشنواره فیلم کن ۲۰۲۵ به نمایش درآمد و برای کسب نخل طلا در رقابت بود. اکران سینمایی این فیلم در ۱ مرداد ۱۴۰۴ در ایران آغاز شد.

## داستان
مهناز (با بازی پریناز ایزدیار) پرستاری ۴۰ ساله و بیوه است که دارای دو فرزند یعنی یک پسر نوجوان به نام علیار و یک دختر کوچک است و قصد دارد فصل جدیدی از زندگی اش را با نامزد شدن با حمید (با بازی پیمان معادی) که یک راننده آمبولانس میانسال است آغاز کند اما وقتی علیار بدلیل مشکلات رفتاری از مدرسه اخراج می‌شود یک بحران خانوادگی جدید ایجاد می‌شود......

## بازیگران
| بازیگر          | نقش        |
| --------------- | ---------- |
| پریناز ایزدیار  | مهناز      |
| پیمان معادی     | حمید       |
| فرشته صدرعرفایی | مادر مهناز |
| حسن پورشیرازی   | پدربزرگ    |
| سها نیاستی      | مهری       |
| سینان محبی      | علیار      |
| سحر گلدوست      |            |
| مازیار سیدی     |            |
| آرشیدا درستکار  | ندا        |
| جواد پورحیدری   |            |
| منصور نصیری     |            |
| كاوه ابراهيم    | بازپرس     |

## تولید

### توسعه و پیش‌تولید

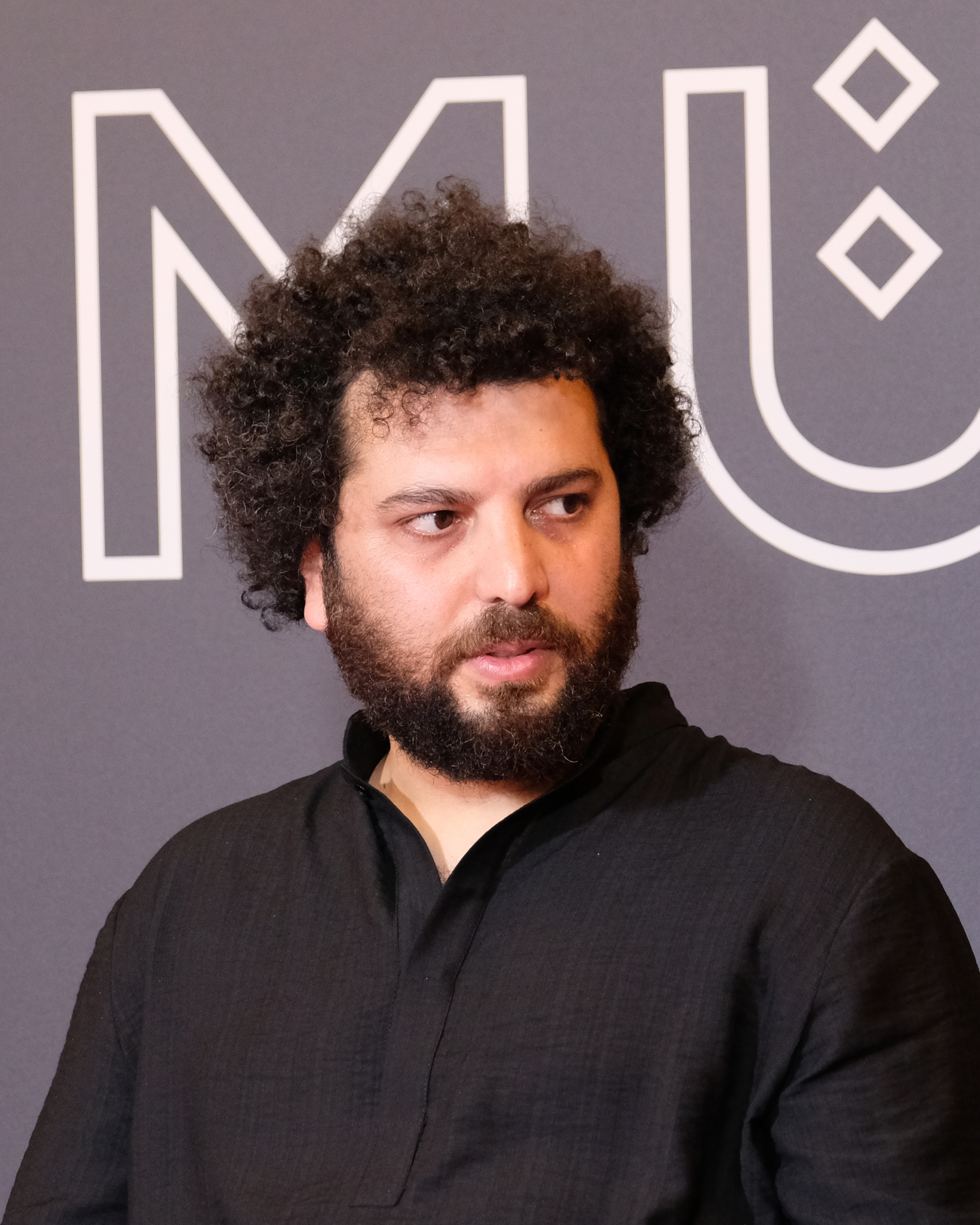
سعید روستایی، نویسنده و کارگردان فیلم

در ۷ شهریور ۱۴۰۳ اعلام شد که جدیدترین فیلم سعید روستایی با نام زن و بچه در مرحله پیش‌تولید قرار دارد و پریناز ایزدیار و لیلا حاتمی به‌عنوان دو بازیگر این فیلم اعلام شدند. سعید روستایی در ۱۱ شهریور ۱۴۰۳ با انتشار ویدئویی در صفحهٔ اینستاگرام خود، از نگارش فیلمنامهٔ فیلم جدید خود با نام زن و بچه خبر داد. پس از آن، خبر ثبت درخواست پروانه ساخت از سوی سید جمال ساداتیان برای تهیه فیلم زن و بچه منتشر شد. سعید روستایی در آذر ۱۴۰۳ شایعات مبنی بر همکاری‌اش با هر ارگان و سازمان و شخص را که به‌عنوان سرمایه‌گذار این پروژه مطرح شده بودند، تکذیب کرد. در ۴ آذر ۱۴۰۳ و ۶ ماه بعد از ارائه درخواست پروانه ساخت، مجوز ساخت این فیلم از سوی سازمان سینمایی صادر شد. این پروژه یک درام اجتماعی در فضایی متفاوت با آثار قبلی سعید روستایی است و چهارمین فیلم سعید روستایی پس از برادران لیلا (۱۴۰۱) محسوب می‌شود که در جشنواره فیلم کن ۲۰۲۲ به نمایش درآمد. همچنین اعلام شد که پیش‌تولید فیلم در مراحل نهایی قرار دارد و فیلمبرداری آن به زودی آغاز می‌شود.

### فیلم‌برداری
فیلمبرداری زن و بچه در دی‌ماه ۱۴۰۳ آغاز شد و اعلام شد که پریناز ایزدیار، پیمان معادی و سها نیاستی بازیگران این فیلم هستند. در نهایت بازیگران اصلی فیلم در اواخر دی‌ماه ۱۴۰۳، پریناز ایزدیار، پیمان معادی، فرشته صدرعرفایی و حسن پورشیرازی معرفی شدند. معادی که بعد از ابد و یک روز (۱۳۹۴)، متری شیش و نیم (۱۳۹۷) و برادران لیلا (۱۴۰۱) چهارمین همکاری‌اش را در این فیلم با سعید روستایی خواهد داشت و ایزدیار هم پیش از این، در ابد و یک روز و متری شیش و نیم حضور داشته است. هالیوود ریپورتر گزارشی از ۶۰ فیلمی که ممکن است در جشنواره فیلم کن ۲۰۲۵ به نمایش درآیند نوشت و یکی از کارگردانانی که از آن نام برد، سعید روستایی بود که پیش‌بینی می‌شد با فیلم «زن و بچه» عازم فرانسه خواهد شد. این نشریه دربارهٔ روستایی نوشته: «شرکت فرانسوی «رفقای خوب»، که به عنوان «نجواگران کن» شناخته می‌شود، فروش این درام ایرانی را بر عهده گرفته است.» سعید روستایی در ۳۰ اسفند ۱۴۰۳ در صفحهٔ اینستاگرام خود، خبر از اتمام فیلمبرداری فیلم زن و بچه داد.

### پس‌تولید
در فروردین ۱۴۰۴ اعلام شد، این فیلم که فیلمبرداری آن در نوروز ۱۴۰۴ به پایان رسیده، تدوین آن برعهده بهرام دهقانی است و هنوز تدوین نهایی تمام نشده است. کارهای پساتولید فیلم به صورت فشرده در حال انجام است تا زن و بچه به کمیتهٔ انتخاب فیلم جشنواره فیلم کن ۲۰۲۵ برسد. در همین حین تیری فرمو، مدیر جشنواره کن در مصاحبه‌ای با ورایتی اعلام کرد که یک هفته تا زمان اعلام فیلم‌های جشنواره باقی‌مانده است. در ۲۱ فروردین ۱۴۰۴ فهرست فیلم‌های بخش‌های رسمی جشنواره کن ۲۰۲۵ منتشر شد و این فیلم در فهرست فیلم‌های اعلام‌شده نبود. در ۲۲ فروردین خبر رسید که نسخهٔ کامل این فیلم به مسئولان جشنواره کن تحویل داده شده است.

## نمایش
در ۳ اردیبهشت ۱۴۰۴ فیلم زن و بچه به بخش مسابقه اصلی هفتاد و هشتمین جشنواره فیلم کن راه یافت و اولین نمایش این فیلم در ۲۲ مه در جشنواره کن ۲۰۲۵ بود. این فیلم پس از نمایش در جشنواره با تشویق ۱۰ دقیقه‌ای تماشاگران روبه‌رو شد.
شرکت فرانسوی Goodfellas، مسئولیت فروش بین‌المللی این فیلم را بر عهده گرفته است. اکران سینمایی این فیلم در ۱ مرداد ۱۴۰۴ توسط خانه فیلم در ایران آغاز شد. پیش از این قرار بود از ۱۸ تیر در ایران اکران شود.
این فیلم از ۷ تا ۲۴ اوت در جشنواره بین‌المللی فیلم ملبورن نمایش داده خواهد شد.

## بازخورد

### گیشه
زن و بچه یک روز پیش از آغاز اکران عمومی ایران با فروش حدود ۸٬۵۰۰ بلیت به صورت آنلاین، درآمدی بالغ بر یک میلیارد تومان در گیشه ثبت کرد و بخش قابل‌توجهی از ظرفیت تعریف‌شده برای اکران فیلم در این مرحله تکمیل گردید. و با فروش ۲میلیارد و ۶۰۰ میلیون تومانی در اولین روز اکران، «رکورددار فروش افتتاحیه» در میان آثار اجتماعی سینمای ایران شد.

### واکنش منتقدان و تماشاگران
در وبگاه جمع‌آوری نقد راتن تومیتوز، ٪۷۵ از ۲۰ بررسی منتقدان مثبت است.
دیمون وایز از ددلاین فیلم را مطالعه شخصیتی و در عین حال نقدی به ساختار مردسالار ایران و نظام قضایی تبعیض‌آمیز آن می‌داند و اجرای بازیگران اصلی و سبک بصری روستایی را تحسین کرده و فیلم را پرتره‌ای آتشین از زنانگی توصیف می‌کند و توانایی روستایی در خلق روایت‌های احساسی پرقدرت را ستایش می‌کند.
پیتر بردشاو از گاردین سه ستاره از پنج ستاره داد و در نقدش به سبک روایی ساده، اجرای خوب معادی و اجرای پرشور و تمام‌عیار ایزدیار و تمرکز بر نابرابری‌های جنسیتی اشاره کرد اما برخی جنبه‌های داستان را گیج‌کننده یافت.
چیس هاچینسون از درپ به غم‌انگیز بودن بیش از حد داستان اشاره کرد اما افزود که اجرای ایزدیار و توانایی روستایی در خلق فضا فیلم را نجات می‌دهد.
سوفی مانکس کافمن در ایندی‌وایر به فیلم نمرهٔ B+ داد و می‌نویسد که برخی مشکلات ساختاری فیلم را در مرز تبدیل شدن به سریال آبکی قرار می‌دهد اما بازی قدرتمند ایزدیار و کارگردانی روستایی مانع از آن می‌شوند.
پیتر دبروژ از ورایتی فیلم را با وجود نیت خیر کارگردان در به تصویر کشیدن مبارزه یک زن علیه مردسالاری، به دلیل فقدان ارتباط فرهنگی با مخاطب جهانی، از تأثیرگذاری لازم برخوردار نمی‌داند.
در پیش‌بینی‌های جوایز کن، گروهی از منتقدان ددلاین و ایندی‌وایر، پریناز ایزدیار را از گزینه‌های احتمالی دریافت جایزه بهترین بازیگر زن کن معرفی کردند اما در نهایت این جایزه به شخص دیگری رسید.

### جوایز و نامزدی‌ها
| رویداد                         | تاریخ      | دسته‌بندی | گیرنده(ها)   | نتیجه    | منا.   |
| ------------------------------ | ---------- | -------- | ------------ | -------- | ------ |
| هفتاد و هشتمین جشنواره فیلم کن | ۲۴ مه ۲۰۲۵ | نخل طلا  | سعید روستایی | نامزدشده | [ ۳۱ ] |